# Havoc
Kejuan Muchita (Long Island, Nueva York; 21 de mayo de 1974), conocido por su alías Havoc, es un rapero y productor estadounidense integrante del dúo neoyorquino Mobb Deep.

## Biografía
Havoc es el productor principal de Mobb Deep y se ha encargado de producir canciones para MC's de la talla de Eminem, Nas, Foxy Brown, Onyx, The Notorious B.I.G., Jadakiss, Styles P, Method Man, The Game, Puff Daddy, LL Cool J, La The Darkman, Rohff, Big Noyd, Termanology, Per Vers, O.G.C., Tragedy Khadafi, Capone-N-Noreaga, y para su compañero Prodigy en los trabajos en solitario de este. En 2005, Mobb Deep fue fichado por G-Unit Records el sello discográfico del rapero, también oriundo de Queensbridge, 50 Cent. La relación laboral duró hasta finales de 2009, año en que 50 Cent despidió al dúo.
Havoc es considerado, entre los amantes del hip-hop, como una de las firguras más prominentes de mediados de la década de 1990 por sus beats simples y contundentes, siendo su trabajo un complemento del que RZA llevaba adelante para los álbumes de su grupo Wu-Tang Clan. La popular revista de música Complex lo posicionó dentro del top de mejores productores de año 1995 tras la salida del segundo álbum de estudio de Mobb Deep 'The Infamous'. Tras el éxito que supondría este trabajo Havoc recondujo sus habilidades y transitó hacia un estilo de producción más atmosférico que incorporaba samples provenientes de la música clásica. Este cambio sería mucho más notorio con el lanzamiento del tercer álbum del grupo 'Hell on Eart' en el año 1996. Como rapero, Havoc es conocido por su duro irismo y por su consistente flow a la hora de rapear. En el año 1993 contribuyó como voz de fondo en 'Enta da Stage' el álbum debut del grupo Black Moon.
En julio de 2009, Havoc apareció junto a Raekwon en el videoclip '24k Rap' perteneciente al álbum de J Dilla 'Jay Stay Paid'. En 2010, produjo un beat para Eminem que dio como resultado una canción titulada 'Untlited' la cual se convirtió en un tema oculto dentro del séptimo disco de estudio de Eminem llamado 'Recovery' y, en 2011, contribuyó con el tema bonus para iTunes del álbum de Raekwon 'Shaolin vs. Wu-Tang & Bad Meets Evil's Hell: The Sequel EP'. Su tercer álbum de estudio '13' fue lanzado el 7 de mayo de 2013. 
Havoc trabajó con Kavinsky en el álbum de 2013 'OutRun'. En este trabajo se encargó de escribir la letra e interpretar los coros de 'Suburbia' el sexto tema del disco del músico francés. En 2016, Havoc produjo 'Real Friends' y 'Famous', dos temas del álbum 'The Life of Pablo' del rapero Kanye West.
La carrera de Mobb Deep terminó en el año 2017 tras el fallecimiento de Prodigy.

## Discografía

### Álbumes de estudio
- 2007: The Kush
- 2009: Hidden Files
- 2013: 13
- 2014: 13 Reloaded
- 2016: The Silent Partner (con The Alchemist)

### Mixtapes
- 2007: The One and Only
- 2009: From Now On (The Mixtape)

### Álbumes instrumentales
- 2013: Beats Collection
- 2013: Beats Collection 2

### Sencillos
- 2007: 'I'm the Boss'
- 2007: 'Be There'
- 2009: 'Watch Me' (con Ricky Blaze)
- 2009: 'Heart of the Grind'
- 2009: 'H Is Back'
- 2009: 'Always Have a Choice'
- 2010: 'If You Love Me' (con Sheek Louch, Joell Ortiz y Cassidy)
- 2012: 'Same Shit, Different Day'
- 2012: 'Separated (Real From the Fake)' (con Ferg Brim)
- 2013: 'Gritty' (Instrumental)
- 2013: 'Tell Me to My Face' (con Royce da 5'9")
- 2013: 'Gone'
- 2013: 'Life We Chose' (con Lloyd Banks)
- 2013: 'Life We Chose' (Remix) (con Prodigy y Lloyd Banks)

### Colaboraciones
- 2013: 'Suburbia' en 'OutRun' de Kavinsky

## Apariciones en videojuegos
Havoc es un personaje jugable en el videojuego de 2004 'Def Jam: Fight for NY'.